# Ургенч
Ургенч (узб. Urganch, Урганч, ئۇرگەنج; перс. گرگانج, Gorgånch/Gorgānč/Gorgânc) — місто в Хорезмській області в Узбекистані. Розташоване за 740 км від Ташкента, за 12 км від берега Амудар'ї. 
В місті є аеропорт.

## Населення
Чисельність населення на 1 січня 2014 року становило 137,3 тис. жителів.

## Економіка
У місті працюють такі заводи: кормозбірних машин, бавовноочисний, олійно-екстракційний, ремонтноескаваторний, шиноремонтний; шовкомотальна та швейна фабрики, виробництво будматеріалів.

## Відомі люди
- Степура Григорій Калістратович — діяч УЦР, помер тут на засланні.
- Герман Анна Вікторія — польська співачка, уродженка міста.
- Колодяжний Віктор Вікторович — російський чиновник.